# Vuosaari (metropolitana di Helsinki)
Vuosaari (in finlandese: Vuosaaren metroasema; in svedese: Metrostationen Nordsjö) è una stazione di superficie del ramo orientale (Itäkeskus - Vuosaari) della Metropolitana di Helsinki. Serve il quartiere di Vuosaari, situato ad Helsinki Est, e funge da capolinea del ramo.
La fermata fu inaugurata il 31 agosto 1998, pertanto è una delle più recenti della rete. Fu progettata dallo studio di architettura Esa Piironen Oy. Si trova a circa 1.244 metri da Rastila, mentre dista circa 16 km dall'altro capo della linea, Ruoholahti.